# 오세영 (1968년)
오세영(吳世永, 1968년 1월 25일 ~ 경기 용인)은 경기도의회 의원을 지낸 대한민국의 정치인이다.

## 학력
- 용인왕산초등학교 졸업
- 용인모현중학교 졸업
- 태성고등학교 졸업
- 경희대학교 학사
- 단국대학교 행정법무대학원 행정학 석사과정 졸업

## 경력
- 모현중학교 총동문회장
- 우제창 국회의원 사무국장, 비서관
- 2010.07 ~ 2014.06 : 제8대 경기도의회 의원 (초선, 용인시 제1선거구)
- 2014.07 ~ 2018.03 : 제9대 경기도의회 의원 (재선, 용인시 제1선거구)
  - 2014.07 ~ 2016.06 : 제9대 경기도의회 전반기 도시환경위원회 위원장
- 2018.07 ~ 2019.12 : 더불어민주당 경기도당 용인시 갑 지역위원회 위원장

## 역대 선거 결과
|  | 30.63% |

|  | 57.27% |

|  | 52.57% |

|  | 45.93% |